# Conseil pour le développement de la recherche en sciences sociales en Afrique
Né en 1973, le Conseil pour le développement de la recherche en sciences sociales en Afrique (CODESRIA) a pour buts principaux de « développer des capacités et des outils scientifiques susceptibles de promouvoir la cohésion, le bien-être et le progrès des sociétés africaines. Ceci passait évidemment par l'émergence d'une communauté panafricaine de chercheurs actifs, la protection de leur liberté intellectuelle et de leur autonomie dans l'accomplissement de leur mission et l'élimination des barrières linguistiques, disciplinaires, régionales, de genre et entre les générations. »
Son siège est situé au Sénégal.

## Appellations multiples
Les quatre appellations (avec la francophone) du CODESRIA sont :
- Council for the Development of Social Science Research in Africa
- Conselho para o Desenvolvimento da Pesquisa em Ciências Sociais na Àfrica
- مجلس تنمية البحوث الإجتماعية في أفريقي

## Éléments du programme de recherche
Ce programme comprend les éléments distincts principaux suivants :
- les principales activités de recherche (répertoriées la Charte du Conseil),
- les projets de recherche-orientée vers les politiques et
- les projets de recherche collaborative.

### L’Assemblée générale
L’assemblée générale comprend l’ensemble des instituts et facultés africains de recherche en sciences sociales, de même que des chercheurs individuels jouissant des droits de membres institutionnels ou individuels à part entière. Lorsqu’elle se réunit en session, l’Assemblée, en tant qu’organe suprême de décision du Conseil, détermine les grandes lignes de l’orientation intellectuelle de l’organisation, y compris les domaines et programmes prioritaires de recherche qui méritent une attention particulière. L’Assemblée se réunit tous les trois ans et élit le comité exécutif, y compris le président et le vice-président. Les chercheurs et institutions de recherche non africains peuvent obtenir le statut de membre associé ; les membres associés peuvent assister aux travaux de l’assemblée générale, cependant, contrairement aux membres à part entière, ils ne peuvent pas voter ou solliciter un mandat lors des sessions administratives de l’Assemblée. L'assemblée générale du CODESRIA élit notamment le Président du CODESRIA et depuis 1973 les personnes suivantes ont présidé à ses destinées :
- 1973-1976 : Pr Jacques Kazadi
- 1976-1979 : Pr Justiian F. Rweyemamu
- 1979-1981 : Pr J.M. Wanza
- 1982-1985 : Pr Kankam Twum Barima (en)
- 1986-1989 : Pr Claude Ake (en)
- 1989-1992 : Pr Taladidia Thiombiano
- 1992-1995 : Pr Ernest Wamba dia Wamba
- 1995-1998 : Pr Akilagpa Sawyerr (en)
- 1998-2002 : Pr Mahmood Mamdani
- 2003-2005 : Mrs Zenebeworke Tadesse
- 2005-2008 : Pr Tereza Cruz e Silva
- 2008-2011 : Pr Sam Moyo
- 2011-2015 : Mrs Fatima Harrak
- 2015-2018 : Pr Dzodzi Tsikata
- depuis 2018 : Isabel Casimiro

### Le comité exécutif
Le comité exécutif, qui est un organe collégial, nomme le personnel international du secrétariat du Conseil. Il se réunit deux à trois fois par an pour examiner le budget ainsi que le plan de travail et les activités du conseil. Il supervise également l’exécution du programme de recherche du CODESRIA, en veillant à ce qu’il reste aussi fidèle que possible aux grandes orientations fixées par l’Assemblée générale ou émanant de cette dernière. Le comité exécutif est comptable devant l’assemblée générale à laquelle il soumet un rapport tous les trois ans. Ses membres proviennent de l’ensemble des sous-régions africaines, et sont choisis selon le principe d’une représentation géographique équilibrée. À l'occasion de sa 12e assemblée générale, qui a eu lieu du 7 au 11 décembre 2008 à Yaoundé (Cameroun), le CODESRIA s'est doté d'un nouveau comité exécutif dont la composition est la suivante :
Le président est Sam Moyo et la vice-présidente Fatima Harrak. Les membres sont quant à eux : Shahida El Baz ; Kofi Anyidoho ; Idrissa Kimba ; Gérard Tchouassi ; Noël Obotela ; Onalenna Selolwane ; Godwin Murunga ; F.E.M.K. Senkoro.

### Le comité scientifique
Le comité scientifique, composé de douze membres choisis par le comité Exécutif et dont le secrétariat est assuré par le secrétaire exécutif du conseil, est le troisième organe de gouvernance du CODESRIA. Ses membres sont élus par l’assemblé générale en tenant compte de la diversité de la communauté scientifique en termes de genres, de générations, d’origine géographique, de langue et de discipline. Le comité scientifique se réunit au moins une fois par an et est comptable devant l’Assemblé générale. À l'occasion de la 12e assemblée générale, les personnes dont les noms suivent ont été élues au comité scientifique du CODESRIA.
Sa présidente est Takyiwah Manuh et la vice-présidente Maâti Monjib. Il se compose comme suit : Ndri Assie-Lumumba ; Khalid El-Amin ; Lloyd Sachikonye ; Ruth Iyob ; Shamil Jeppie ; Abdul Raufu Mustapha ; Beban Sammy ; Elisio Macamo ; Joe Oloka Onyango.

### Le secrétariat exécutif
Le secrétariat, dirigé par le secrétaire exécutif, est basé à Dakar, au Sénégal. Le Secrétariat est chargé de la mise en œuvre du programme intellectuel ratifié par l’Assemblée générale, tel qu’approuvé par le Comité exécutif après élaboration par le personnel du Secrétariat. Dans le cadre du développement du programme scientifique du Conseil, le Comité exécutif et le Secrétariat bénéficient du soutien des membres du Comité scientifique du CODESRIA, un organe composé d’éminents chercheurs africains reconnus pour leurs contributions à la recherche en sciences sociales. Le Secrétariat est composé des trois départements scientifiques suivants: Recherche; Publications et dissémination ; Subventions, formation et bourses. Il dispose également d’un département administratif et financier, qui appuie les départements scientifiques. Chaque département est dirigé par un administrateur principal de programme désigné par le Comité exécutif. Le travail des administrateurs principaux de programme et de l’ensemble des autres membres du personnel du Secrétariat est supervisé par le Secrétaire exécutif. Ce dernier joue également le rôle de leadership intellectuel, collecte des fonds pour le financement des activités du Conseil, signe tous les contrats au nom du Conseil et assume des fonctions de représentation au nom de la communauté africaine de recherche en sciences sociales. Depuis sa création en 1973, le Secrétariat exécutif du CODESRIA a été dirigé par les personnes suivantes :
- 1973-1975 : Pr Samir Amin
- 1975-1985 : Pr Abdallah Bujra
- 1985-1996 : Pr Thandika Mkandawire
- 1996-2000 : Pr Achille Mbembe
- 2001-2009 : Pr Adebayo Olukoshi
- 2009-2017 : Dr Ebrima Sall

Depuis le 1er avril 2017, le Secrétaire exécutif du CODESRIA est le Dr Godwin Murunga.